# 하비루

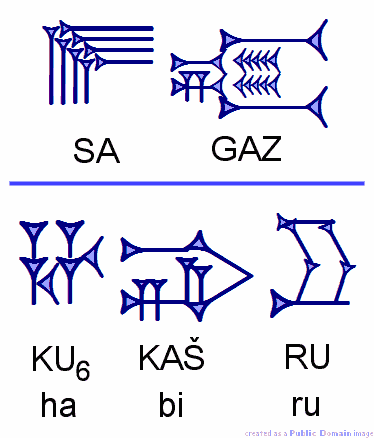
수메르어 및 그에 상응하는 서셈어군 하-비-루의 쐐기 문자

아피루(우가리트어: 𐎓𐎔𐎗𐎎, 고대 이집트어: 𓂝𓊪𓂋𓅱𓀀𓏥), 아카드어로는 하비루(아카드어: 𒄩𒁉𒊒 ḫa-bi-ru 또는 *ʿaperu)라고도 알려진 이 용어는 기원전 2천년기 비옥한 초승달 지대 전역의 문헌에서 반란자, 무법자, 약탈자, 용병, 궁수, 하인, 노예, 노동자 등으로 다양하게 묘사된 사람들의 사회적 지위를 지칭하는 데 사용되었다.

## 어원
이 용어는 아카드어 "ḫa-bi-ru" 또는 "ḫa-pi-ru" 형태로 처음 발견되었다. 이후 우가리트어와 이집트어에서 자음 ʿ, p, r을 사용한 용어가 발견되었고, 북서셈어군의 ʿ이 아카드어의 ḫ로 음운 변화가 일어났다는 것이 잘 정립된 점을 고려할 때, 이 용어의 어근이 ʿ-p-r임이 입증되었다. 이 어근은 "먼지, 흙"을 의미하며, 아피루가 유목민, 용병, 문화 사회의 일부가 아닌 사람이라는 특성과 연결된다. 이 단어의 형태론적 패턴은 카티루qatilu이며, 이는 지위, 상태를 나타낸다.

### 수메르 문자의sa.gaz
아카드어 '하비루'는 때때로 수메르어 sa.gaz와 교차하여 사용되었다. 수메르어 사전은 sa.gaz에 "약탈자"를 뜻하는 ḫabatu라는 주석을 덧붙였고, 이는 수메르어를 이 단어로 읽을 것을 제안하는 결과를 낳았다. 그러나 아마르나 문서에서는 sa ga.az라는 철자가 확인되었고, 우가리트의 문서에서는 sa.gaz라는 철자가 확인되었는데, 이는 이 수메르어들이 표어문자가 아니라 기록된 대로 읽혔음을 시사한다. 이러한 철자에 맞는 유일한 아카드어 단어는 "šagašu"(야만인)이지만, 아카드어 단어에 아카드어 주석을 다는 것은 이상하며, šagašu의 의미는 하비루의 본질에 맞지 않음이 지적되어 왔다. 따라서 sa.gaz의 의미는 아마도 아람어 šgš와 같이 "진흙투성이의, 불안한"을 의미하는 서셈어족 단어에서 찾아야 할 것이며, ḫabatu라는 단어는 "유목민"으로 해석되어야 하는데, 이는 하비루/아피루의 의미에 부합한다.

## 하피루, 하비루, 그리고 아피루
림신 1세(기원전 1822년 ~ 기원전 1763년) 시대에 수메르인들은 남부 메소포타미아에 사는 아람인 유목민들을 "침입자"를 의미하는 sa.gaz로 불렀다. 후대의 아카드인들은 이 용어를 답습하여 하비루, 즉 아피루라고 불렀다. 이 용어는 기원전 18세기부터 12세기까지 600년 동안 이집트, 가나안, 시리아, 누지(이라크 북부 키르쿠크 근처의 상메소포타미아) 및 아나톨리아(현재 튀르키예)에 이르는 지역에서 발견된 수백 개의 기원전 2천년기 문서에 등장한다.

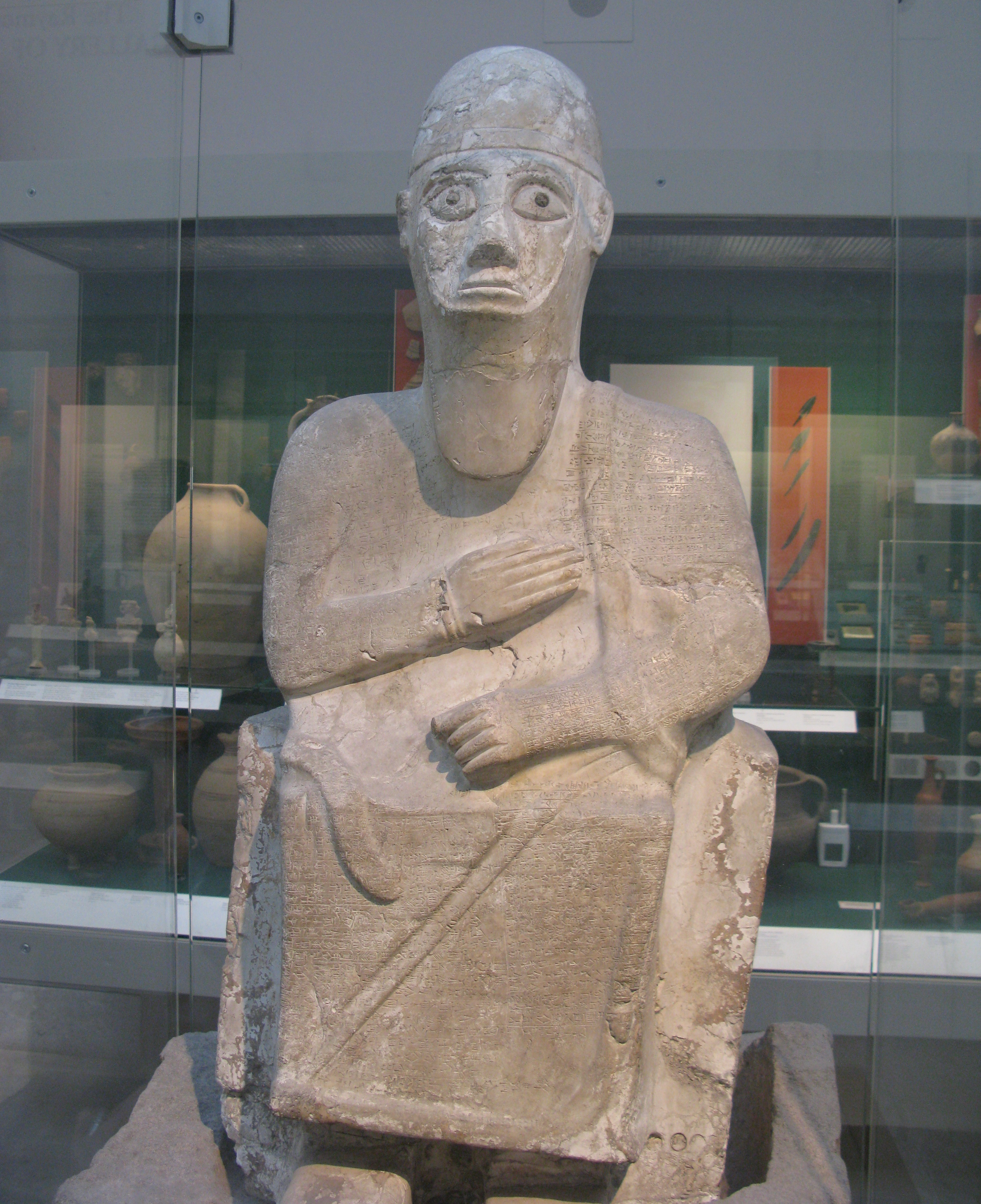
알랄라흐의 이드리미

모든 하비루가 산적은 아니었다. 기원전 18세기에는 북시리아의 왕 이르캅툼(기원전 약 1740년)이 "군벌 셰무바와 그의 하비루와 평화 조약을 맺었"지만, 알랄라흐의 아피루 이드리미는 폐위된 왕의 아들이었으며, 아피루 집단을 조직하여 알랄라흐의 왕이 되었다. 이드리미와 다른 아피루들이 공통적으로 가진 것은 정착 사회의 주변부에서 한계적이고 때로는 무법적인 삶을 영위하는 무법자, 용병, 노예라는 하위 사회 계층에 속한다는 점이었다. 아피루는 공통된 민족적 연대나 공통된 언어를 가지고 있지 않았으며, 그들의 이름은 서셈어군이 가장 많았지만 동셈어군, 후르리어 또는 인도유럽어족 이름도 있었다.

후기 청동기 시대 IIA 기간 (아마르나 문서 자료를 기반으로 함) 보고된 하비루 활동 지역

기원전 14세기 아마르나 문서에서 가나안의 소왕들은 그들을 때로는 무법자, 때로는 용병, 때로는 일용직 노동자 및 하인으로 묘사한다. 일반적으로 그들은 사회적으로 소외된 존재였지만, 비블로스의 립 하다는 아무루 왕국 (현대 레바논)의 압디-아쉬르타와 그의 아들 아지루를 아피루라고 언급하며, 그들이 공동의 지배자인 파라오에게 반역했다는 함의를 담고 있다. 기원전 1440년경의 이집트 역사 소설인 《요파 함락》(현재 야파)에서는 그들이 산적으로 등장하며, 제후티 장군은 지나가던 아피루가 말을 훔쳐가지 못하도록 말을 성안으로 들여놓으라고 요청하기도 한다.

## 하비루와 성경 속 히브리인
기원전 2천년기 하비루를 언급하는 비문이 발견된 이후, 하비루를 구약성경의 히브리인과 연결하려는 많은 이론이 제기되었다. 이러한 이론 대부분은 추정되는 어원적 연관성에 기반을 두었지만, 고대 이집트 문헌과 이후 우가리트 및 히타이트 발견에 따라 널리 부정되었다. 여기에는 언어적 장벽과 집단 정체성이라는 두 가지 주요 장벽이 있다.
앤슨 레이니와 R. 스티븐 노트리 등 일부 학자들은 하비루와 히브리인 사이에 언어적 관계가 없다고 부정하거나, 기껏해야 "희박한 가능성"만을 인정한다. 그러나 이러한 견해는 학계의 합의에 미치지 못하고 있다. 모셰 그린버그는 언어학적으로 아피루와 히브리인이 명확하게 관련되어 있지 않더라도 화해할 수 없는 관계는 아니라고 주장했다. 나다브 나아만은 "히브리"라는 용어가 "하비루"에서 파생되었다는 데 의심의 여지가 없었다. 만프레드 바아프터, 앙리 카젤 및 오스왈드 로레츠와 같은 기독교 사제 학자들은 아피루와 히브리인의 관계를 가장 쉽게 포기하지 않으려 한다. 그들에게 아피루와 히브리인 사이의 언어적 등식은 쉽고 편안하다. 그러나 로레츠는 아피루와 히브리인 사이의 모든 등식을 부정함에도 불구하고 어원적 가능성을 인정한다.
정체성과 관련하여 아피루와 히브리인이 서로 다른 집단을 대표한다는 학계의 합의가 확고하게 확립되어 있다. 성경의 히브리인은 민족 집단인 반면, 아피루는 사회적 지위로 구별되는 훨씬 더 넓은 다민족 집단이었다. 위에서 언급했듯이 아피루라는 단어의 형태론적 패턴은 카틸루인데, 이는 지위를 나타내며, 민족명 עִבְרִי(히브리)의 형태론적 패턴은 니스바에 기반을 둔 것(미쯔리 - 이집트인과 같이)과는 대조적이다. 게다가, 메러디스 클라인은 아피루가 셈족조차 아니었다고 본다.
아피루에 대한 연구에 비추어 학자들이 성경 속 히브리인의 맥락을 살펴보면서 이 문제는 복잡해졌다. 새로운 분석에 따르면 이스라엘 민족보다 더 넓은 집단이며 아피루와 더 연관되어 있는데, 이는 사무엘상 13장 14절에서 가장 잘 드러난다. 나아만과 요엘 벤눈은 "히브리인"이 일반적으로 "예외적인 상황에 처한 이스라엘인"을 묘사하는 데 사용되며, 특히 해방을 위해 고군분투하는 방랑하는, 억압받는, 또는 노예가 된 이스라엘인을 가리킨다고 지적한다. 나아만은 "히브리인"에 대한 모든 성경적 언급이 기원전 2천년기 아피루의 이미지에서 차용한 일부 특징을 반영한다고 본다. 그린버그는 히브리인이 이스라엘 민족보다 앞선 고대 용어임을 확인한다. 앨버트 D. 프리드버그 교수도 이에 동의하며, 아피루는 모든 고대 근동 사회에서 발견되는 사회 계층을 지칭하지만, 족장설화와 출애굽기의 초기 시대를 묘사하는 문헌에서는 히브리인이 (아피루처럼) 레반트 지역의 광범위한 사람들을 지칭하며, 이스라엘 민족도 그 일부였다고 주장한다.
조지프 블렌킨솝은 한 가지 예외를 둔다. 첫 등장을 제외하고(창세기 14:13) 성경의 "히브리인"이라는 단어는 사회적 범주로 해석될 수 있다. 그러나 일부 학자들에게 이 구절은 예외라기보다는 오히려 확증이다. 여기서 아브람은 군사 동맹의 군대 지도자로 나타난다. 그는 적을 추격하고 물리친다. 이 구절은 창세기의 다른 이야기들에서 아브람이 전사가 아닌 것과는 사뭇 다른 전사 아브람의 모습을 보여준다. 이것도 아피루와 관련이 있다. 아피루를 언급하는 가장 초기의 메소포타미아 문헌에서 그들은 군대 병력, 보조병, 또는 약탈자 집단으로 나타난다. 바빌로니아와 마리의 점토판은 특히 그들을 군사 보조병으로 언급한다. 비옥한 초승달 지대의 다른 지역에서도 그들은 종종 보조 전사로 묘사된다. 아마르나 문서에서 아피루는 군사 활동에서 가장 두드러진다. 창세기 14장에 대한 일부 가설은 중심에 외국 문서, 아마도 바빌로니아 문서가 있거나, 히브리인이라는 용어가 민족적 의미를 얻기 전에 아브람이 아피루에 속했던 시기에 대한 기억일 수 있다고 제시한다. 성경의 다른 곳에서는 이스라엘 민족이 노예가 되거나 억압받으며 해방을 위해 투쟁할 때 히브리인이라고 불린다.
군사적 맥락은 아피루에 대해 제시된 해석 중 하나와 관련이 있다. 수메르어 sa.gaz에서 sa는 "근육"을, gaz는 "치다" 또는 "죽이다"를 의미할 수 있다. sa.gaz의 조합은 "살인자" 또는 "죽이는 자"를 의미한다고 제안되었으며, 문자적으로는 "근육 살인자"를 뜻한다. sa.gaz는 아카드어 의사-표의문자 šaggāšum, 즉 "살인자"의 음역일 것으로 추정되었다. 길가메시 서사시 (1:4:7)는 엔키두를 šaggāšum으로 묘사하는데, 그를 황량한 스텝의 군사 지도자이자 유목민으로 설명한다. 고대 바빌로니아 전통에서 Šaggāšu는 스텝의 유령 살인자이다.
연구는 아피루의 가장 가능성 있는 의미로 "먼지" 또는 "흙"을 정의했다. 레이니는 방랑하는 아피루가 "길을 나서야 했기 때문에" 먼지를 뒤집어썼고, 그래서 먼지투성이라고 불렸다고 제안했다. 그러나 이것은 1차 자료에서 발견되지 않는 가설적인 제안이다.
아피루와 히브리인이 동일한 집단이 아니라는 합의는 여전히 유지되지만, 두 집단이 관련이 있는지에 대해서는 학자들 사이에 의견이 갈렸다. 일부 학자들은 변함없이 어떠한 관련도 부정했다. 레이니는 아피루와 히브리인을 관련시키는 모든 시도는 희망 사항일 뿐이라고 주장한다. 그는 아피루가 누지에서 아나톨리아, 북시리아, 가나안, 이집트에 이르는 지역에 걸쳐 있었지만, 아마르나 문서에 언급된 시리아 유목민인 수투족(슈투족)이나 샤수족(쇼수족)과는 구별되며, 이들이 히브리인과 더 밀접하게 관련될 가능성이 있다고 지적한다. 클라인은 아피루가 셈족이 아닐 뿐만 아니라 이스라엘의 적이었으며 가나안에서 이스라엘을 처음으로 억압한 자들이라고 주장한다.
반면 다른 학자들은 관련 가능성을 인정했다. 무어와 켈레가 지적했듯이, 아피루/하비루는 유목민인 샤수족과 슈투족, 성경 속 미디안족, 겐족, 아말렉족을 비롯한 다양한 민족과 이주 농민 및 목축민으로 구성된 것으로 보이지만, 이들은 성경 속 히브리인과도 관련이 있을 수 있다. 히브리인이 아피루의 한 갈래, 즉 히브리인이 기원한 더 큰 전체의 일부라는 가설이 제기되었다. 모든 이스라엘인이 히브리인이었지만 모든 히브리인이 이스라엘인은 아니라는 것이 일반적인 가정이 되었다.
S. 더글라스 워터하우스는 여호수아의 정복 당시의 정치 상황이 아마르나 시대 가나안의 정치 상황과 유사했으며, 가장 큰 차이점은 아마르나 시대의 이집트인들의 역할이 성경에 언급되지 않았다는 것이라고 말했다. 클라인은 아마르나 시대의 하비루와 성경 속 히브리인이 가나안 사람들과 다른 관계를 맺고 있었고, 다른 목표를 가지고 있었으며, 다른 전술을 사용했다고 주장했다.
히브리인이라는 용어의 민족적 함의는 이스라엘 민족과 동의어로 후대 유대 전통에 기인한다. 스튜어트 A. 웨스트는 "히브리라는 단어가 원래는 지위나 계층을 나타내는 사회학적 명칭이었을 수도 있으며, 이 경우 히브리인과 하비루는 동의어이다. 성경의 후기 책들과 성경 이후 시대에 히브리라는 단어가 민족적 명칭으로 사용된 것은 단지 이 단어의 원래 의미가 변형되었다는 것을 의미할 뿐이다."라고 썼다. 로레츠는 성경에서 히브리인에 대한 모든 언급을 아피루가 문헌에서 사라진 지 수세기 후인 포로기 이후 시대로 본다.
그린버그는 그의 연구를 다음과 같이 결론지었다. 아피루는 민족적으로 다양했지만, 이 용어는 어원적으로 그리고 의미적으로 "히브리인"이라는 용어와 관련될 수 있다. 민족적, 사회적 영역은 히브리인 아브라함에게서 만났을 수 있으며, 그는 동시에 아피루이자 이스라엘 민족의 조상이었을 수 있다. 그렇다면 "히브리인"은 사회적 용어의 특이한 성경적 각색일 것이다. 이스라엘 역사의 시작이 방랑하는 아피루와 관련되어 있을 가능성이 상당하다. 성경은 족장들이 한때 아피루였다는 모호한 기억을 보존했을 수 있다.

## 같이 보기
- 에벨

### 인용
1. ↑  Rainey 2008, 51쪽.
2. ↑  Coote 2000, 549쪽.
3. 1 2 3  McLaughlin 2012, 36쪽.
4. ↑  Finkelstein & Silberman 2007, 44쪽.
5. ↑  Noll 2001, 124쪽.
6. 1 2 3 4 5 6  Cochavi-Rainey, Zipora (2005). 《To the King my Lord》 (히브리어). Mosad Bialik. 12쪽.
7. ↑  Other versions: | a · p · r | A1 | Z3 | | a · p · W | y · r | Z1 | T14 | A1 | Z3 | See: Ernest Alfred Wallis, An Egyptian hieroglyphic dictionary, John Murray, 1920, p. 119
8. ↑  Cf. Pentiuc, Eugen J. (2001). 《West Semitic Vocabulary in the Akkadian Texts from Emar》. Eisenbrauns. 217–218쪽.
9. ↑  Pardee, Dennis (2004). 《Textes akkadiens d'Ugarit (à propos du livre de Sylvie Lackenbacher)》. 《Syria. Archéologie, Art et histoire》 81. 251–252쪽. doi:10.3406/syria.2004.7787.
10. 1 2  גרינברג, משה (1955). 《לחקר בעית הח'ברו (ח'פרו) ("On the ḫabiru (ḫapiru) Problem")》. 《Tarbiz》 24. 376쪽. ISSN 0334-3650. JSTOR 23588454.
11. 1 2 3  Horon, A. G. (2000). 《East and West》 (히브리어). Dvir. 159쪽.
12. 1 2  רטוש, יונתן (1971). 《"עבר" במקרא או ארץ העברים ("Eber" in the Bible or the Land of the Hebrews)》. 《Beit Mikra》 16. 568쪽. ISSN 0005-979X. JSTOR 23502897.
13. ↑  “šgš vb. a/u to disturb”. 《The Comprehensive Aramaic Lexicon》.
14. ↑  גרינ버그, משה (1955). 《לחקר בעית הח'ברו (ח'פרו) ("On the ḫabiru (ḫapiru) Problem")》. 《Tarbiz》 24. 375–376쪽. ISSN 0334-3650. JSTOR 23588454.
15. 1 2  Smith, Homer W. (1952). 《Man and His Gods》. New York: Grosset & Dunlap. 89쪽.
16. ↑  Rainey 2008, 52쪽.
17. ↑  Rainey 1995, 482–483쪽.
18. ↑  Youngblood 2005, 134–135쪽.
19. ↑  Hamblin 2006, unpaginated쪽.
20. ↑  Na'aman 2005, 112쪽.
21. 1 2  Redmount 2001, 98쪽.
22. ↑  Coote 2000, 549–550쪽.
23. ↑  Gruen, Stephan W. (1972). 《The Meaning of [unknown] in Papyrus Harris 500, Verso (= Joppa) 1, 5》. 《The Journal of Egyptian Archaeology》 58. 307쪽. doi:10.2307/3856266. ISSN 0307-5133. JSTOR 3856266.
24. ↑  Waterhouse, S. Douglas (2001). 《Who are the Ḫabiru of the Amarna Letters?》. 《Journal of the Adventist Theological Society》 12. 33쪽.
25. ↑  Manassa 2013, 5, 75, 107쪽.
26. ↑  Rainey, Anson & Notley, R. Steven (208). The Sacred Bridge (Jerusalem: Carta, 2006), p. 89.
27. ↑  Rainey, Anson (2008). Biblical Archaeological Review, vol 34 (6), 53-54, "Who were the early Israelites?"
28. ↑  《The Westminster Theological Journal November 1957-May 1958: Vol 20 Table of Contents》 (영어). Westminster Theological Seminary. November 1957. 59쪽.
29. ↑  Greenberg, Moshe (1964). "Hab/piru and Hebrews," World History of the Jewish People, (ed. Mazar, Benjamin, New Jersey: Rutgers University Press), vol 2, p 197.
30. ↑  Also יואל בן-נון (2012). "העברים וארץ- העברים," (מכללת הרצוג: הוצאות תבונות), עמוד 18, https://www.herzog.ac.il/vtc/tvunot/mega15_ybn.pdf
31. ↑  Na’aman, Nadav (1986). “Habiru and Hebrews, The transfer of a social term to the literary sphere,” JNES, vol 45 (4): p 278.
32. ↑  Weippert, Manfred (1967). Die Landnahme der israelitischen Stämme in der neueren wissenschaftlichen Diskussion. Ein kritischer Bericht. (GoÂ ttingen : Vandenhoeck & Ruprecht)., p 66-102.
33. ↑  Weippert, Manfred (1971). 《The settlement of the Israelite tribes in Palestine: a critical survey of recent scholarly debate》. London: S.C.M. Press. ISBN 978-0-334-01567-3.
34. ↑  Cazelles, Henri (1973). "The Hebrews," Peoples of the Old Testament Times, (Oxford: Clarendon Press), p 4-5.
35. ↑  Loretz, Oswald (1984). Habiru-Hebräer: Eine sozio-linguistische Studie über die Herkunft des Gentiliziums cibrí vom Appellativum habiru, (Berlin: De Gruyter), chapters 8 and 10.
36. ↑  《The Westminster Theological Journal November 1957-May 1958: Vol 20 Table of Contents》 (영어). Westminster Theological Seminary. November 1957. 53쪽.
37. ↑  Kline, Meredith G. (1958). "The Habiru - kin or foe of Israel," Westminster Theological Journal, 20, part III: p 49-50.
38. ↑  יואל בן-נון (2012). "העברים וארץ- העברים," (מכללת הרצוג: הוצאות תבונות), עמוד 17, https://www.herzog.ac.il/vtc/tvunot/mega15_ybn.pdf
39. ↑  Nadav Na’aman, “Habiru and Hebrews, the transfer of a social term to the literary sphere,” JNES, 45 (1986): p 278.
40. ↑  Greenberg, Moshe (1964). "Hab/piru and Hebrews," World History of the Jewish People, (ed. Mazar, Benjamin, New Jersey: Rutgers University Press), vol 2, p 198.
41. ↑  D. Friedberg, Albert (2017년 2월 22일). “Who Were the Hebrews?”. 《The Torah.com》. 2023년 11월 28일에 원본 문서에서 보존된 문서.
42. ↑  Blenkinsopp 2009, 19쪽.
43. ↑  Cazelles, H. (1973). "The Hebrews," Peoples of the Old Testament Times, (Oxford: Clarenderon Press), p 22.
44. ↑  Kline, Meredith G. (1958). "The Habiru - kin or foe of Israel," Westminster Theological Journal, 20, part III: p 51.
45. ↑  Greenberg, Moshe (1964). "Hab/piru and Hebrews," World History of the Jewish People, (ed. Mazar, Benjamin, New Jersey: Rutgers University Press), vol 2, p 189, 199-200.
46. ↑  West, Stuart A. (1979). The World Jewish Bible Society, vol 7, (3), p 103-104, "The Habiru and the Hebrews"
47. ↑  אנציקלופדיה מקראית, "חברו," עמוד 51.
48. ↑  요엘 벤눈 (2012). "העברים וארץ- העברים," (מכללת הרצוג: הוצאות תבונות), עמוד 17, https://www.herzog.ac.il/vtc/tvunot/mega15_ybn.pdf
49. 1 2 3  Kline, Meredith G. (1958). "The Habiru - kin or foe of Israel," Westminster Theological Journal, 20, part I, p 6-7.
50. ↑  “Reading Cuneiform - Livius”. 《www.livius.org》. 2024년 4월 19일에 확인함.
51. ↑  In Hebrew, "Habiru," Biblical Encyclopedia, p 13.
52. ↑  Anchor Bible, "Habiru" vol III, p 7.
53. ↑  Fincke, Jeanette C. (2013). "Šaggāšu ('Murderer'), the demon from the steppe," Bibliotheca Orientalis, vol 70 (1-2), 17-24.
54. ↑  Rainey 1995, 482쪽.
55. ↑  Rainey 1995, 481, 483쪽.
56. ↑  Rainey 1995, 490쪽.
57. ↑  《The Westminster Theological Journal November 1957-May 1958: Vol 20 Table of Contents》 (영어). Westminster Theological Seminary. November 1957. 69-70쪽.
58. ↑  Cazelles, Henri (1973). "The Hebrews," Peoples of the Old Testament Times, (Oxford: Clarenderon Press), p 23.
59. ↑  Moore & Kelle 2011, 125쪽.
60. ↑  Kline, Meredith G. (1958). "The Habiru - kin or foe of Israel," Westminster Theological Journal, 20, part III, p 46.
61. 1 2 3  West, Stuart A. (1979). The World Jewish Bible Society, vol 7, (3), p 106, "The Habiru and the Hebrews"
62. ↑  Greenberg, Moshe (1955). American Oriental Society, vol 39, (New Haven: Connecticut), p 92, "The Hab/piru"
63. 1 2  Waterhouse, S. Douglas (2001). Journal of the Adventist Theological Society, vol 12 (1): p 42, "Who are the Ḫabiru of the Amarna Letters?"
64. ↑  Waterhouse, S. Douglas (2001). Journal of the Adventist Theological Society, vol 12 (1): p 35-40, "Who are the Ḫabiru of the Amarna Letters?"
65. ↑  《The Westminster Theological Journal November 1957-May 1958: Vol 20 Table of Contents》 (영어). Westminster Theological Seminary. November 1957. 61-62쪽.
66. ↑  Greenberg, Moshe (1955). American Oriental Society, vol 39, (New Haven: Connecticut), p 11, 90-93, "The Hab/piru"
67. ↑  Loretz, Oswald (1984). Habiru-Hebräer: Eine sozio-linguistische Studie über die Herkunft des Gentiliziums cibrí vom Appellativum habiru, (Berlin: De Gruyter), p 50-51.
68. ↑  Greenberg, Moshe (1955). American Oriental Society, vol 39, (New Haven: Connecticut), p 11, 90-92, "The Hab/piru"
69. ↑  Greenberg, Moshe (1964). "Hab/piru and Hebrews," World History of the Jewish People, (ed. Mazar, Benjamin, New Jersey: Rutgers University Press), vol 2, p 197
70. ↑  Greenberg, Moshe (1955). American Oriental Society, vol 39, (New Haven: Connecticut), p 96, "The Hab/piru"
71. ↑  Greenberg, Moshe (1964). "Hab/piru and Hebrews," World History of the Jewish People, (ed. Mazar, Benjamin, New Jersey: Rutgers University Press), vol 2: p 199-200.
72. ↑  גרינברג, משה (1955). 《לחקר בעית הח'ברו (ח'פרו) ("On the ḫabiru (ḫapiru) Problem")》. 《Tarbiz》 24. 377쪽. ISSN 0334-3650. JSTOR 23588454.
73. ↑  Weippert, Manfred (1971). "The settlement of the Israelite tribes in Palestine." Studies in Biblical Theology, second series 21 (Naperville, IL: Alec R. Allenson), 74-82.

### 참고 문헌
- ABDELHAFEZ, Ahmed (2024), Aperu in Ancient Egyptian Texts, Journal of Faculty of Archaeology- Cairo University, Vol. 15, Issue 27, p. 221- 237. ISSN-O| 2682-4884 ISSN-P| 1110-5801. https://jarch.journals.ekb.eg/article_333394.html
- Blenkinsopp, Joseph (2009). 《Judaism, the First Phase: The Place of Ezra and Nehemiah in the Origins of Judaism》. Eerdmans. ISBN 9780802864505.
- Collins, John J. (2014). 《A Short Introduction to the Hebrew Bible》. Fortress Press. ISBN 9781451484359.
- Coote, Robert B. (2000). 〈Hapiru, Apiru〉.   Freedman, David Noel; Myers, Allen C. 《Eerdmans Dictionary of the Bible》. Eerdmans. ISBN 9789053565032.
- Finkelstein, Israel; Silberman, Neil Asher (2007). 《David and Solomon: In Search of the Bible's Sacred Kings and the Roots of the Western Tradition》. Simon and Schuster. ISBN 9780743243636.
- Hamblin, William J. (2006). 《Warfare in the Ancient Near East to 1600 BC》. Routledge. ISBN 9781134520626.
- Lemche, Niels Peter (2010). 《The A to Z of Ancient Israel》. Scarecrow Press. ISBN 9781461671725.
- Manassa, Colleen (2013). 《Imagining the Past: Historical Fiction in New Kingdom Egypt》. Oxford University Press. ISBN 9780199982226.
- McKenzie, John L. (1995). 《The Dictionary Of The Bible》. Simon and Schuster. ISBN 9780684819136.
- McLaughlin, John L. (2012). 《The Ancient Near East》. Abingdon Press. ISBN 9781426765506.
- Moore, Megan B.; Kelle, Brad E. (2011). 《Biblical History and Israel's Past: The Changing Study of the Bible and History》. Grand Rapids, Michigan; Cambridge, UK. ISBN 9780802862600.
- Na'aman, Nadav (2005). 《Canaan in the Second Millennium B.C.E》. Eisenbrauns. ISBN 9781575061139.
- Noll, K.L. (2001). 《Canaan and Israel in Antiquity: An Introduction》. A&C Black. ISBN 9781841273181.
- Rainey, Anson F. (2008). 《Who Were the Early Israelites?》 (PDF). 《Biblical Archaeology Review》. 34:06. 51–55쪽.
- Rainey, Anson F. (1995). 〈Unruly Elements in Late Bronze Canaanite Society〉.   Wright, David Pearson; Freedman, David Noel; Hurvitz, Avi. 《Pomegranates and Golden Bells》. Eisenbrauns. ISBN 9780931464874.
- Redmount, Carol A. (2001). 〈Bitter Lives〉.   Michael David, Coogan. 《The Oxford History of the Biblical World》. Oxford University Press. ISBN 9780195139372.
- Van der Steen, Eveline J. (2004). 《Tribes and Territories in Transition》. Peeters Publishers. ISBN 9789042913851.
- Youngblood, Ronald (2005). 〈The Amarna Letters and the "Habiru"〉.   Carnagey, Glenn A.; Schoville, Keith N. 《Beyond the Jordan: Studies in Honor of W. Harold Mare》. Wipf and Stock Publishers. ISBN 9781597520690.